# نه‌میونگ‌بو
نِه‌میونگ‌بو (کره‌ای: 내명부; هانجا: 內命婦), با معنی تحت‌الفظی Women of the Internal Court، یک دسته‌بندی رتبه در دربار سلطنتی چوسان برای معشوقه‌ها و زنان دارای مقام رسمی ساکن قصرها بود. نه‌میونگ‌بو جدا از دستهٔ «وه‌میونگ‌بو» (کره‌ای: 외명부; لاتین‌نویسی اصلاح‌شده: Oemyeongbu) بود که شامل زنان سلطنتی خارج از قصر بود.